# Rhipidomys leucodactylus
Rhipidomys leucodactylus é uma espécie de roedor da família Cricetidae. Pode ser encontrada na Bolívia, Brasil, Peru, Equador, Venezuela, Guiana, Suriname e Guiana Francesa.